# ポケモン言えるかな?BW
「ポケモン言えるかな?BW」（ポケモンいえるかな?ビーダブリュー）は、つるの剛士の4枚目のシングル。2011年6月22日にピカチュウレコードから発売された。

## 解説
「ポケモン言えるかな?」のイッシュ地方版で、イッシュ地方のポケモン153匹が歌詞に登場する。「ポケモン言えるかneo?」まではオリジナル版の歌詞違いだったが、本作はメロディも異なる。
2010年11月から放送されている、つるのが出演する「ポケモンカードゲーム」のテレビCM（15秒と30秒の2バージョン）でこの曲が初披露された。また、2011年4月からはテレビアニメ『ポケットモンスター ベストウイッシュ』のエンディングテーマとして使用されている。2011年5月22日放送のバラエティ番組『ポケモンスマッシュ!』にはつるのが出演し、フルバージョンが初披露され、同年6月12日の放送分から同番組のエンディングテーマとして使用されている。
初回生産特典としてポケモンカードゲームBW（「ヤナッキー」「ヒヤッキー」「バオッキー」3枚組）が同梱された。
今回のシングルは、つるのが所属しているレコード会社のポニーキャニオンからの発売ではなく、ポケモンのほとんどの楽曲を発売しているメディアファクトリーから発売された。2011年7月13日に、つるののミニアルバム『ちゅるのうた』（ポニーキャニオンから発売）に収録された。
初週となる2011年7月4日付のオリコンシングルチャートでは1.0万枚を売り上げて11位、2週目では41位であったが、発売3週目となる7月18日付では初週を上回る1.2万枚となり、週間7位で、自身がソロとなってからシングルとしては初となるトップ10入りを果たした。

## 収録曲
1. ポケモン言えるかな?BW [3:55]
作詞：戸田昭吾、作曲・編曲：たなかひろかず
2. ポケモン言えるかな?BW（TVサイズ） [1:24]
3. ポケモン言えるかな?BW（オリジナルカラオケ） [3:55]
4. ポケモン言えるかな?BW（TVアニメサイズ・オリジナルカラオケ） [1:20]

## 収録アルバム
| 曲名                  | 収録アルバム                                      | 発売日         | 備考                       |
| --------------------- | ------------------------------------------------- | -------------- | -------------------------- |
| ポケモン言えるかな?BW | 『ちゅるのうた』                                  | 2011年7月13日  | ミニアルバム               |
| ポケモン言えるかな?BW | 『ポケモンTVアニメ主題歌 BEST OF BEST 1997-2012』 | 2012年12月21日 | コンピレーション・アルバム |

## 高速バージョン
つるの剛士が「ポケモン言えるかな?BW」を高速で歌うバージョンが存在する。このバージョンは、つるのが子供たちの前で「ポケモン言えるかな?BW」を高速で歌い、子供たちから尊敬の目で見られたことがきっかけで生まれたものであり、その後つるの自身によりYouTubeにアップロードされた。このバージョンは2011年8月10日から「ポケモン言えるかな?BW（高速ver.）」としてレコチョクから着うたフルで配信されている。

## カバー
- オーイシマサヨシ - 2025年6月2日公開のポケモンカードゲームPV「ポケモン言えるかな?BW」（パック「ブラックボルト」「ホワイトフレア」の発売を記念したもの）にてカバー[3]。